# Robin Matthews
Robert Charles Oliver „Robin“ Matthews (* 16. Juni 1927 in Edinburgh; † 19. Juni 2010 in Cambridge) war ein britischer Wirtschaftswissenschaftler und Schachkomponist.

## Leben
Matthews war von 1965 bis 1975 Drummond Professor der politischen Ökonomie an der University of Oxford. Anschließend wechselte er nach Cambridge, wo er am Clare College den Lehrstuhl für politische Ökonomie übernahm. Er war Mitglied der British Academy (1968) und der American Academy of Arts and Sciences (1985) sowie Commander of the Order of the British Empire (1975).
Drei Tage nach seinem 83. Geburtstag verstarb Matthews zuhause.

## Schachkomposition
Matthews war Vorsitzender der British Chess Problem Society. Er war vorwiegend als Schöpfer von dreizügigen Mattaufgaben bekannt.

## Publikationen
- Michael Lipton, R. C. O. Matthews & John M. Rice: Chess Problems: Introduction to an Art. Faber & Faber. London 1963
- R. C. O. Matthews, C. H. Feinstein & J. C. Odling-Smee: British Economic Growth, 1856–1973: The Post-War Period in Historical Perspective (Studies of Economic Growth in Industrialized Countries). Stanford University Press, 1. Dezember 1982.